# Sânmartin (Bihor)
Sânmartin (in ungherese Váradszentmárton) è un comune della Romania di 8 390 abitanti, ubicato nel distretto di Bihor, nella regione storica della Transilvania.
Il comune è formato dall'unione di 8 villaggi: Băile 1 Mai, Băile Felix, Betfia, Cihei, Cordău, Haieu, Rontău, Sânmartin.
I villaggi di Băile 1 Mai e Băile Felix sono località termali piuttosto note nel Paese.
Dal 2005 fa parte della Zona metropolitana di Oradea